# Sabaria euchroes
Sabaria euchroes är en fjärilsart som beskrevs av Louis Beethoven Prout 1917. Sabaria euchroes ingår i släktet Sabaria och familjen mätare. Inga underarter finns listade.